# Guineacris cercata
Guineacris cercata är en insektsart som beskrevs av Willy Adolf Theodor Ramme 1941. Guineacris cercata ingår i släktet Guineacris och familjen gräshoppor. Inga underarter finns listade i Catalogue of Life.